# SC Union 08 Lüdinghausen
Der SC Union 08 Lüdinghausen ist ein deutscher Sportverein aus Lüdinghausen. Mit zirka 2100 Mitgliedern ist der SCU der größte Sportverein der Stadt.

## Geschichte und Abteilungen
Der Verein wurde im Juli 1908 als FC Union 08 Lüdinghausen gegründet, wo neben Fußball auch Leichtathletik betrieben wurde. In den 1920er Jahren erfolgte eine Neugründung des SC Rot-Weiß Lüdinghausen, welcher 1936 den Spielbetrieb einstellte. Am 15. Dezember 1945 wurde der Verein unter dem heutigen Namen SC Union 08 Lüdinghausen wiedergegründet. Der Verein bietet die Sportarten Badminton, Basketball, Fußball, Leichtathletik, Taekwondo/Kampfsport, Tischtennis, Triathlon, Turnen/Gymnastik und Volleyball an.

## Badminton
Für die größten Erfolge sorgten die Badmintonsportler des Vereins. Die Mitglieder des Vereins errangen fast 200 Medaillen bei deutschen Meisterschaften, 21 davon bei den Erwachsenen. Die erste Mannschaft des Vereins spielt seit 2002 in der 1. Bundesliga und wurde erstmals in der Vereinsgeschichte am 11. Mai 2014 deutscher Mannschaftsmeister nach einem 4:2-Erfolg im Finale gegen den 1. BV Mülheim.
| Saison    | Veranstaltung                | Disziplin    | Platz | Name                                                                               |
| --------- | ---------------------------- | ------------ | ----- | ---------------------------------------------------------------------------------- |
| 1971/1972 | Deutsche Einzelmeisterschaft | Herreneinzel | 2     | Michael Schnaase (SC Union 08 Lüdinghausen)                                        |
| 1972/1973 | Deutsche Einzelmeisterschaft | Herreneinzel | 1     | Michael Schnaase (SC Union 08 Lüdinghausen)                                        |
| 1974/1975 | Deutsche Einzelmeisterschaft | Herreneinzel | 3     | Michael Schnaase (SC Union 08 Lüdinghausen)                                        |
| 2000/2001 | Deutsche Einzelmeisterschaft | Damendoppel  | 3     | Carina Mette / Juliane Schenk (Bottroper BG / SC Union 08 Lüdinghausen)            |
| 2001/2002 | Deutsche Einzelmeisterschaft | Damendoppel  | 3     | Katja Michalowsky (1. BC Bischmisheim) / Juliane Schenk (SC Union 08 Lüdinghausen) |
| 2001/2002 | Deutsche Einzelmeisterschaft | Dameneinzel  | 3     | Juliane Schenk (SC Union 08 Lüdinghausen)                                          |
| 2001/2002 | Deutsche Einzelmeisterschaft | Damendoppel  | 3     | Sandra Marinello (SC Union 08 Lüdinghausen) / Birgit Overzier (TuS Gildehaus)      |
| 2002/2003 | 1. Bundesliga                | Mannschaft   | 6     | SC Union 08 Lüdinghausen                                                           |
| 2002/2003 | Deutsche Einzelmeisterschaft | Damendoppel  | 3     | Sandra Marinello / Caren Hückstädt (Union Lüdinghausen / 1. BCW Hütschenhausen)    |
| 2002/2003 | Deutsche Einzelmeisterschaft | Mixed        | 2     | Jochen Cassel / Sandra Marinello (Post SV Ludwigshafen / SC Union 08 Lüdinghausen) |
| 2002/2003 | Deutsche Einzelmeisterschaft | Dameneinzel  | 3     | Juliane Schenk (Union Lüdinghausen)                                                |
| 2002/2003 | Deutsche Einzelmeisterschaft | Damendoppel  | 2     | Nicole Grether / Juliane Schenk (SC Bayer 05 Uerdingen / SC Union 08 Lüdinghausen) |
| 2003/2004 | 1. Bundesliga                | Mannschaft   | 5     | SC Union 08 Lüdinghausen                                                           |
| 2003/2004 | Deutsche Einzelmeisterschaft | Damendoppel  | 1     | Juliane Schenk / Nicole Grether (SC Union 08 Lüdinghausen / EBT Berlin)            |
| 2003/2004 | Deutsche Einzelmeisterschaft | Dameneinzel  | 3     | Karin Schnaase (SC Union 08 Lüdinghausen)                                          |
| 2004/2005 | 1. Bundesliga                | Mannschaft   | 6     | SC Union 08 Lüdinghausen                                                           |
| 2004/2005 | Deutsche Einzelmeisterschaft | Damendoppel  | 1     | Juliane Schenk (SC Union 08 Lüdinghausen) / Nicole Grether (EBT Berlin)            |
| 2004/2005 | Deutsche Einzelmeisterschaft | Mixed        | 3     | Kristof Hopp / Sandra Marinello (1. BC Bischmisheim / SC Union 08 Lüdinghausen)    |
| 2004/2005 | Deutsche Einzelmeisterschaft | Dameneinzel  | 2     | Juliane Schenk (SC Union 08 Lüdinghausen)                                          |
| 2004/2005 | Deutsche Einzelmeisterschaft | Damendoppel  | 2     | Kathrin Piotrowski / Sandra Marinello (FC Langenfeld / SC Union 08 Lüdinghausen)   |
| 2005/2006 | 1. Bundesliga                | Mannschaft   | 6     | SC Union 08 Lüdinghausen                                                           |
| 2005/2006 | Deutsche Einzelmeisterschaft | Dameneinzel  | 3     | Karin Schnaase (SC Union 08 Lüdinghausen)                                          |
| 2006/2007 | 1. Bundesliga                | Mannschaft   | 6     | SC Union 08 Lüdinghausen                                                           |
| 2006/2007 | Deutsche Einzelmeisterschaft | Damendoppel  | 2     | Birgit Overzier (1. BC Beuel) / Carina Mette (SC Union 08 Lüdinghausen)            |
| 2007/2008 | 1. Bundesliga                | Mannschaft   | 5     | SC Union 08 Lüdinghausen                                                           |
| 2007/2008 | Deutsche Einzelmeisterschaft | Damendoppel  | 1     | Birgit Overzier (1. BC Beuel) / Carina Mette (SC Union 08 Lüdinghausen)            |
| 2008/2009 | 1. Bundesliga                | Mannschaft   | 6     | SC Union 08 Lüdinghausen                                                           |
| 2009/2010 | 1. Bundesliga                | Mannschaft   | 3     | SC Union 08 Lüdinghausen                                                           |
| 2009/2010 | Deutsche Einzelmeisterschaft | Dameneinzel  | 2     | Karin Schnaase (SC Union 08 Lüdinghausen)                                          |
| 2010/2011 | 1. Bundesliga                | Mannschaft   | 4     | SC Union 08 Lüdinghausen                                                           |

## Fußball

### Geschichte
Die Fußballer des SC Union Lüdinghausen stiegen fünfmal in die Landesliga Westfalen auf. Den Aufstiegen in den Jahren 1966, 1992 und 2012 folgte jeweils der direkte Wiederabstieg, während die Lüdinghausener nach dem Aufstiegen in den Jahren 2001 und 2005 erst nach zwei Jahren wieder absteigen mussten. Größter Erfolg war der sechste Platz in der Saison 2001/02. Zumeist pendelte die Mannschaft zwischen Bezirksliga und Kreisliga A. Seit dem Aufstieg im Jahre 2016 spielten die Unioner in der Bezirksliga, aus der sie 2022 wieder absteigen mussten. Drei Jahre später stieg die Union wieder in die Bezirksliga auf.

### Stadion
Spielstätte von Unions Fußballern ist die Sportanlage Westfalenring, die Platz für 3000 Zuschauer bietet.

### Persönlichkeiten
- Dominik Klann
- Amos Pieper
- Magdalena Richter